# Karamürsel
Karamürsel (in der Antike Πραίνετος, Praenetus)
ist eine Stadtgemeinde (Belediye) im gleichnamigen Ilçe (Landkreis) der Provinz Kocaeli in der türkischen Marmararegion und gleichzeitig ein Stadtbezirk der 1993 gebildeten Büyükşehir belediyesi Kocaeli (Großstadtgemeinde/Metropolprovinz). Seit der Gebietsreform ab 2013 ist die Gemeinde flächen- und einwohnermäßig identisch mit dem Landkreis.

## Geografie
Der Landkreis/Stadtbezirk liegt im Südwesten der Provinz/Büyükşehir am Südufer des Marmarameeres. Er grenzt im Osten an Gölcük, im Süden an die Provinz Bursa, im Westen an die Provinz Yalova und im Norden an die Bucht von İzmit. Durch den Ort verläuft, größtenteils am Ufer entlang, die Straße D 130 von İzmit nach Yalova. In Karamürsel zweigt nach Süden die D 595 ab, die um den See İznik Gölü über İnegöl und Tavşanlı nach Simav in der Provinz Kütahya führt. Im Süden des Landkreises liegen ein Teil des Gebirges Samanlı Dağları und der Stausee Çamdibi Barajı.
Praenetus ist ein ehemaliges Bistum der römisch-katholischen Kirche.

## Verwaltung
Der Kreis (bzw. dessen Vorgänger Kaza) wurde 1888 im Sandschak Kocaeli gebildet. Er verzeichnete zur ersten Volkszählung 1927 eine Gesamtbevölkerung von 36.226 Einwohnern in 137 Dörfern (auf 2.050 km² Fläche). 4,5 % der Bevölkerung oder 1.637 Menschen wohnten im namensgebenden Karamursal (damalige, an das französische angelehnte Schreibweise).
Durch das Gesetz 5747 erfolgte 2008 die Eingliederung der Gemeinden (Belediye) Akçat (2), Dereköy (2), Ereğli (2), Kızderbent (2) und Yalakdere (3) in die Kreisstadt Karamürsel (8 Mahalle). Hierbei wurden alle Mahalle direkt übernommen, so dass sich deren Anzahl (19) nicht änderte.
(Bis) Ende 2012 bestand der Landkreis neben der Kreisstadt aus 20 Dörfern (Köy), die während der Verwaltungsreform 2013/2014 in Mahalle (Stadtviertel/Ortsteile) überführt wurden. Durch die Herabstufung der Dörfer stieg die Zahl der Mahalle stieg auf 27 an. Ihnen steht ein Muhtar als oberster Beamter vor.
Ende 2020 lebten durchschnittlich 2.163 Menschen in jedem Mahalle, 29.964 Einw. im bevölkerungsreichsten (4 Temmuz Mah.), dicht gefolgt von Kayacık Mah. (14.947 Einw.).

## Persönlichkeiten
- Flavia Iulia Helena (248/250–um 330), Mutter Konstantins des Großen
- Hakan Arıkan (* 1982), türkischer Fußballspieler
- Gazanfer Bilge (1924–2008), türkischer Ringer
- Emre Okur (* 1984), türkischer Fußballspieler
- Merih Demiral (* 1998), türkischer Fußballspieler

## Fotografische Eindrücke aus Karamürsel

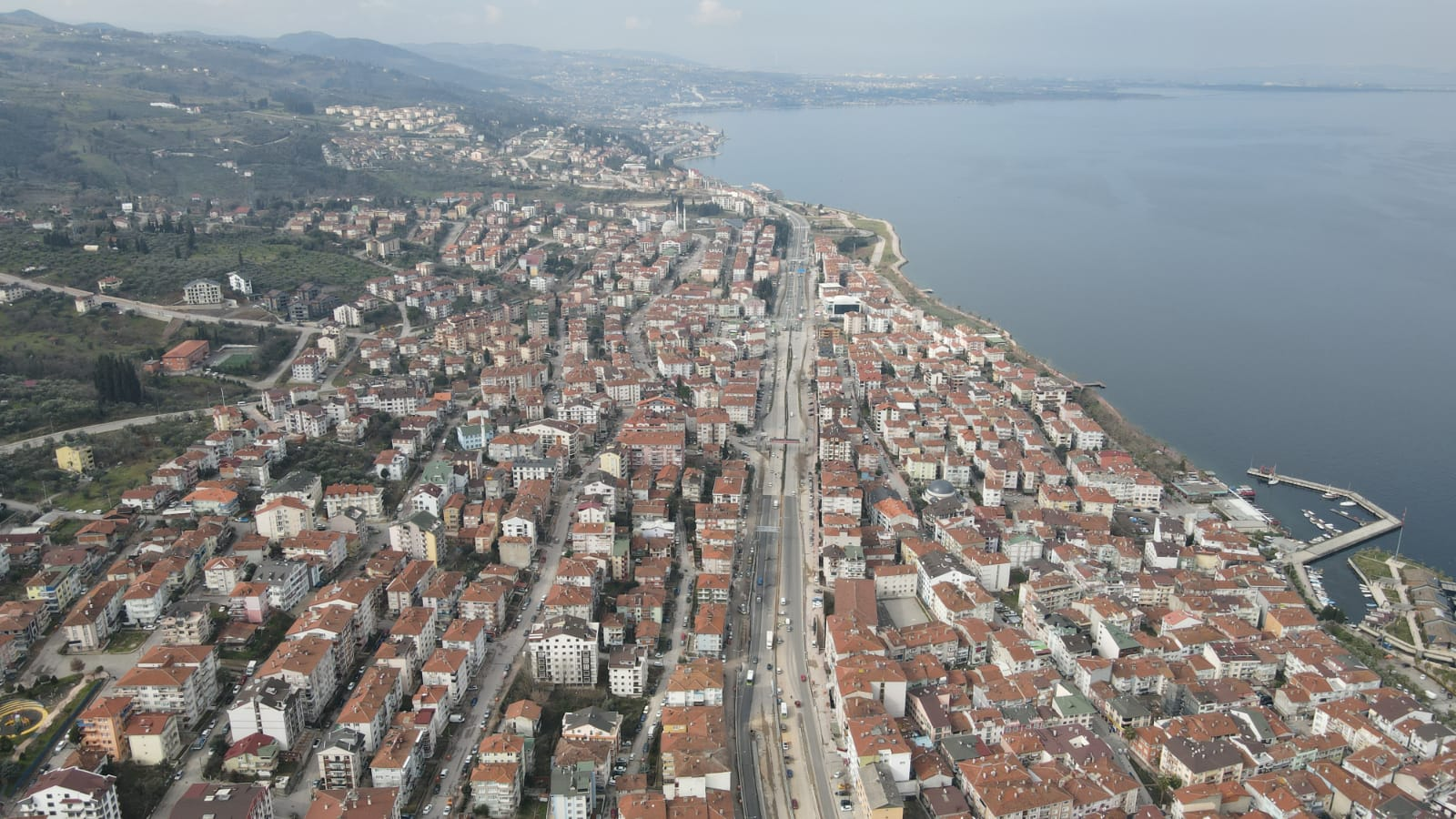
Blick auf die Stadt

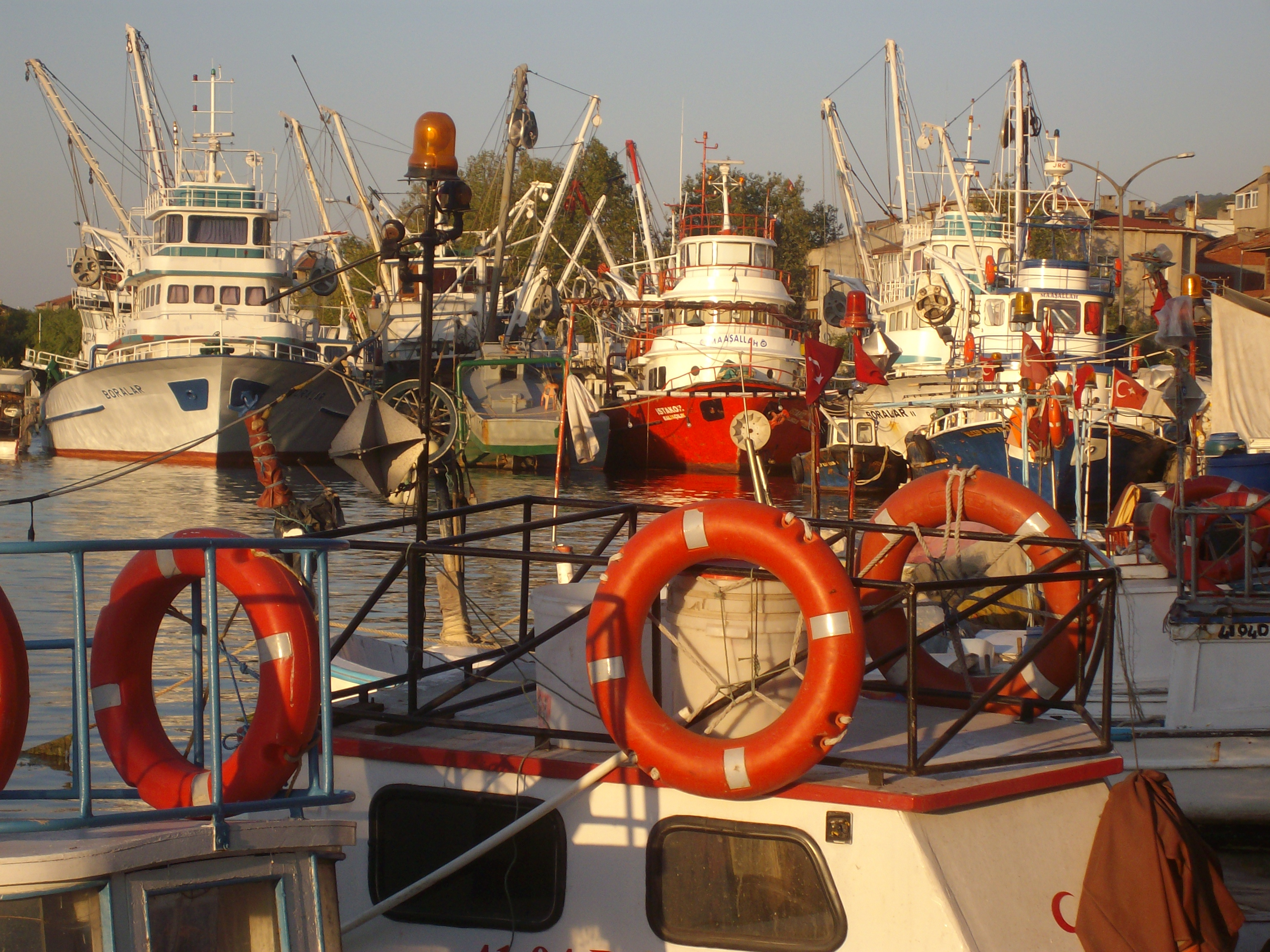
Hafen von Ereğli, östlich von Karamürsel

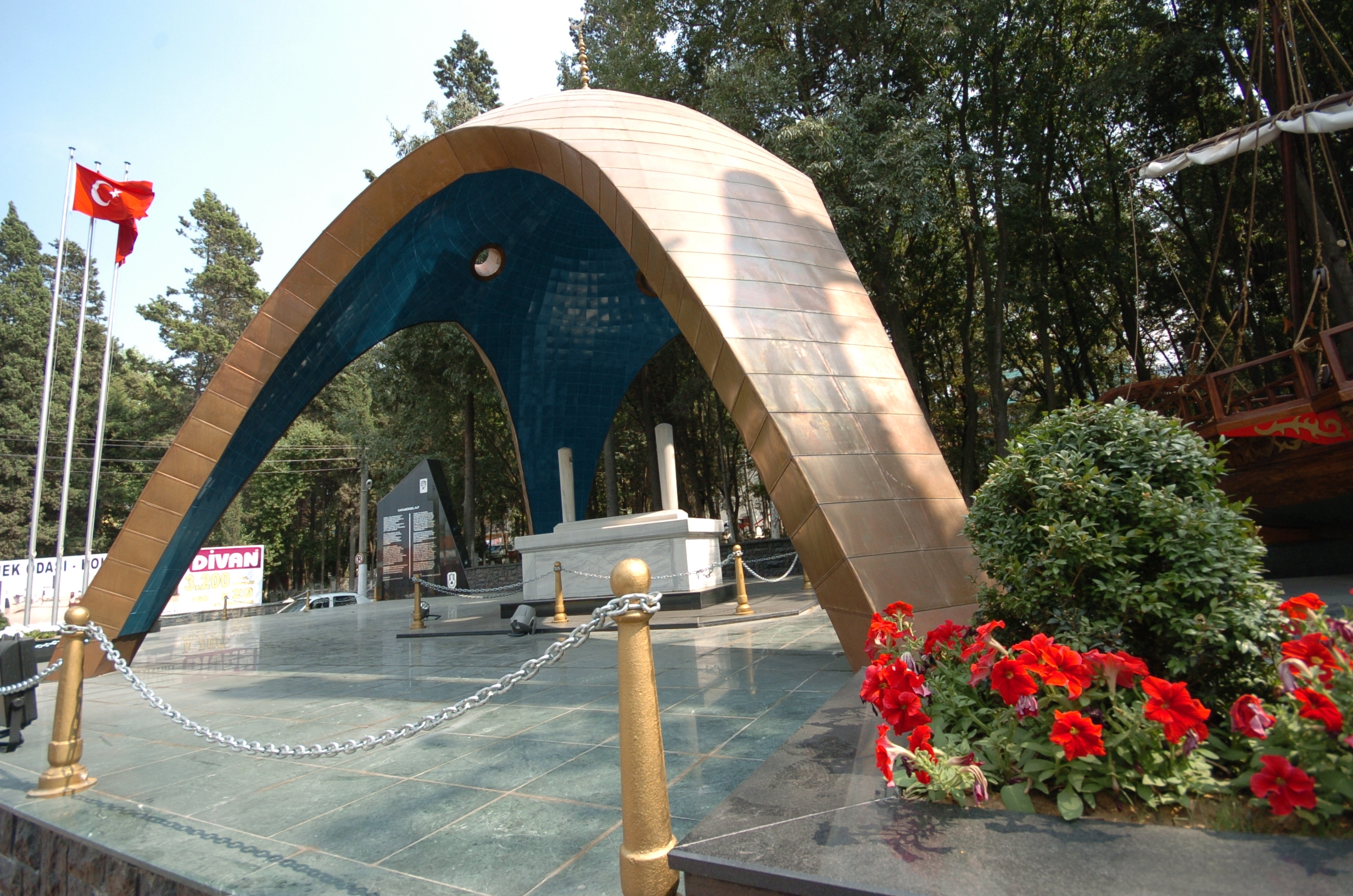
Das neue Karamürsel-Bey Denkmal

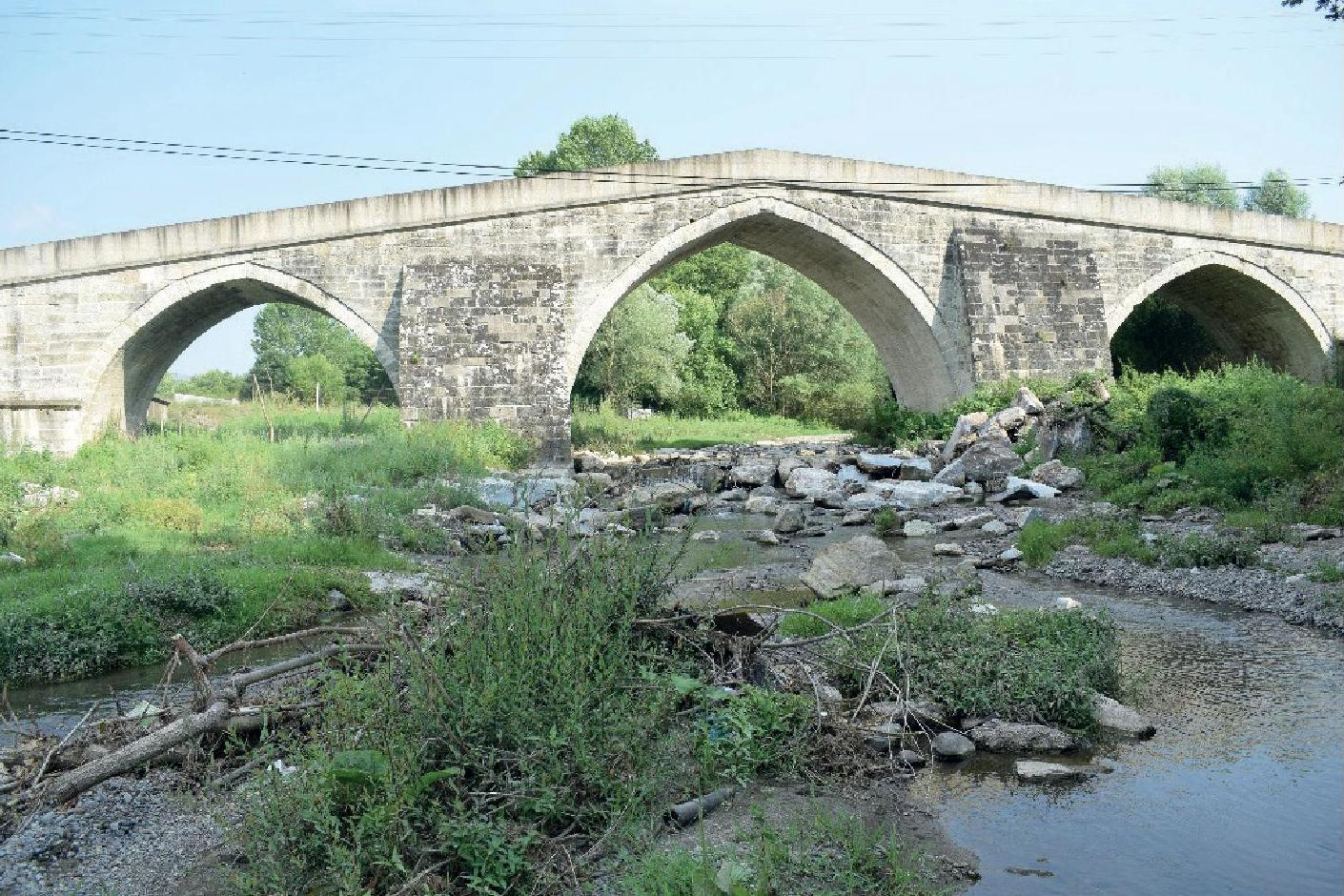
Westfassade der Karamürsel Valide Sultan Brücke